# Nordisk äggsvamp
Nordisk äggsvamp (Bovista cretacea) är en svampart som tillhör divisionen basidiesvampar, och som beskrevs av T. C. E. Fries. Nordisk äggsvamp ingår i släktet äggsvampar, och familjen röksvampar. Arten är reproducerande i Sverige.